# Bocanovice
Bocanovice település Csehországban, a Frýdek-místeki járásban. Bocanovice Dolní Lomná, Návsí és Jablunkov településekkel határos. Lakosainak száma 498 fő (2024. január 1.).

## Népesség
A település lakosságának változását az alábbi diagram mutatja:
| Lakosok száma | 253  | 295  | 346  | 385  | 396  | 428  | 426  | 462  | 488  | 498  |
|               | 1869 | 1890 | 1921 | 1950 | 1980 | 2001 | 2017 | 2019 | 2022 | 2024 |